# 任蘭枝
任蘭枝（1677年—1746年），字香谷，號隨齋，室名見南樓。江蘇省江寧府溧陽縣（今常州市溧陽市）人，清朝政治人物，擅長詩、古文辭。

## 生平
早年為邑庠生。
康熙五十二年（1713年）癸巳恩科榜眼。授翰林院編修。
五十六年（1717年）翰林院編修。充順天鄉試同考官。
五十七年（1718年）翰林院編修。充會試同考官。
雍正元年（1723年）翰林院編修，正月入直南書房。二月十七日充江西鄉試副考官，充日講起居注官。九月六日充會試同考官。十一月七日以左春坊左中允兼翰林院編修提督四川學政。
二年（1724年）左春坊左中允，四川學政。擢右庶子，兼任侍講。
三年（1725年）右庶子，四川學政。轉左庶子，仍兼侍讀。
五年（1727年）左庶子。三月六日充會試同考官，充任宣諭安南副使。閏三月擢翰林院侍講學士。四月十四日遷詹事府少詹事、署理內閣學士。六月授內閣學士兼禮部侍郎。九月以安南國定國界問題，偕同左副都御史杭奕祿持詔書前往宣諭。
七年（1729年）內閣學士兼禮部侍郎，七月十四日充浙江鄉試正考官。
八年（1730年）內閣學士兼禮部侍郎，二月六日充會試副考官、六月二十六日充教習庶吉士。
九年（1731年）正月二十七日遷兵部右侍郎，二月二十日仍兼任內閣學士，二月二十七日暫署刑部右侍郎。六月，江西廣信營參將張福揭發南昌總兵陳玉章侵扣兵餉諸條罪狀，任蘭枝奉命赴江西調查，只有侵扣屬實，其餘為誣告，上奏得到雍正帝嘉獎。十二月三日改吏部右侍郎。
十年（1732年）吏部右侍郎，二月十日辦刑部侍郎事，七月充八旗志書館副總裁，八月六日充順天鄉試正考官，十月二十六日轉吏部左侍郎。
十一年（1733年）吏部左侍郎，經筵講官。三月一日充會試副考官，四月充一統志館總裁官，六月十日充教習庶吉士。八月十日協辦禮部侍郎事務。
十三年（1735年）吏部左侍郎。八月乾隆帝即位，充實錄館總裁官、五朝國史副總裁。十月六日擢禮部尚書。
- 奏言：「雍正八年經吏部議准通政司參議吳山條奏，將直省舉人預行截取，分部學習，一年期滿，該堂官出具考語，仍歸原班銓選。蓋欲令其諳練政務，以為後日服官之資也。但六部各司，額設滿漢司員，兼有額外進士及筆帖式等承辦。其學習舉人為數眾多，又無畫?說堂之責，一應案卷紛繁，若使盡閱，轉稽時日，兼恐傳說議論，別生事端。是以伊等分部毫無職掌，於堂司官亦漠不相親，不過每日赴部畫到，期滿日該堂官出具考語，但按到簿稽查，填寫『行走勤』字樣。其吏治之熟諳與否，實屬無憑考驗。況一奉部文截取學習，地方官督促赴部，不便遲延。及至期滿，銓選尚遙，又難久候，仍復回籍。長途往返，資斧維艱。遠省邊方，情有可憫。且部務原與外任知縣不同，諸凡錢糧刑名催科聽斷之法，自須因地制宜，隨時更變，非必在部行走方可學習。請嗣後舉人應選知縣者，停其分部學習，俟選期將屆時，陸續截取，赴部候選。」下部議行。

乾隆元年（1736年）禮部尚書。八月二十六日充順天鄉試迴避閱卷官。
二年（1737年）禮部尚書。二月受命偕同鄂爾泰、張廷玉、三泰恭點泰陵神主，上諭：「點主大禮攸關，必取其人品望素優，老成端愨，俾之敬謹將事，方克稱尊奉之隆儀。卿等皆國家大臣，夙荷皇考恩遇，倚任有年，名望素著，故藉卿等襄此鉅典。其體朕哀慕悃忱，齋莊嚴恪，靜慮凝神，以對越皇考在天之靈。庶得仰邀皇考歆鑒，朕有厚望焉。」
三年（1738年）禮部尚書，十月十七日改戶部尚書。仍充一統志館總裁官。
四年（1739年）戶部尚書。正月，乾隆帝御臨乾清宮新煖閣，賜諸王、貝勒、貝子、大學士、九卿、翰詹、科道，及督撫、學政在京城者，共99人宴會，賦柏梁體詩，乾隆御製「洪鈞氣轉叶韶年」起頭首唱，群臣接續賦和成章，乾隆帝分別賞賜箋硯筆墨，任蘭枝也獲賞。正月二十五日復調禮部尚書。仍充一統志館總裁官。
五年（1740年）禮部尚書，經筵講官。仍充一統志館總裁官。
- 四月，任蘭枝門生、太常寺卿陶正靖謝恩時奏對提到師生同年，違背主旨，乾隆帝上諭斥責：「從來師生同年袒護朋比，最為惡習，關於風俗政治者非淺。我皇考屢垂訓誡，力為整頓，此風已覺改易。近日又有復萌之意，前日陶正靖因陞授太常寺卿，具摺謝恩，召伊進見，面詢云：『現在雨澤愆期，朕用人行政之間或有闕失，召爾獨對，當直陳無隱。』伊沉思良久，奏云：『並無闕失，唯有處分魏廷珍一事，不無屈抑。』朕思魏廷珍歷來居官，一味因循推諉，從未擔承一事，不過師友同年援引標榜，博取虛譽，有負國恩。朕是以因其自請罷歸，降旨革職。伊既請離任，已不供職，與國計民生有何關係，而陶正靖獨舉此一事為言，豈得謂之直陳無隱乎？彼時朕並無責伊之詞，亦無疑伊之意，及恭閱皇祖實錄內，記載癸巳科拔取翰林，知魏廷珍、任蘭枝、孫嘉淦皆屬同年，朕即疑陶正靖係伊等之門生。昨日禮部引見，朕問任蘭枝，伊果稱陶正靖係伊門生。如此，明係任蘭枝將魏廷珍屈抑之處向伊言之，而有此奏。據任蘭枝辯稱，未曾向伊言及，則陶正靖私心揣合任蘭枝之意，互相袒護矣。因此事有關師生年誼，比周朋黨之漸，特令任蘭枝將朕旨寫出，申飭陶正靖，並使眾人知所儆戒。至於陶正靖係任蘭枝之門生，朕問任蘭枝始知之，並未向他人問及；乃伊書寫朕旨，作為問陶正靖而知之。其居心詐偽，避重就輕，欲於筆墨之中逞其技倆，朕豈不讀書之主，於字句抑揚間，不能辨別其用意之所在乎？據此，則朕之所疑者，確中情事矣。且伊奏稱年老耳聾，一時誤聽，是儼然以舊臣自居。試問伊自登仕籍以來，為國家宣猷效力者何事，亦不過周旋世故，依違觀望，如魏廷珍之輩，為仕途巧宦耳。即此刻傳見大臣等，而任蘭枝係進呈旨意之人，竟在外逍遙自如，以致諸臣等候良久，屢經尋喚而後至，是又何心？任蘭枝、陶正靖俱著交部嚴加議處。」隨後議定革職，乾隆帝下旨任蘭枝從寬留任，陶正靖降五級調用。
- 八月，受命前往盛京監收糧穀。

六年（1741年）禮部尚書，經筵講官。
七年（1742年）正月二日改兵部尚書，五月辦理考試拔貢。七月十二日回任禮部尚書。仍充一統志館總裁官。
十年（1745年）禮部尚書。十月二十日以年老致仕。
十一年（1746年）卒。

## 著作
- 《見南樓文集》二卷
- 《見南樓詩集》二卷
- 副總裁《八旗通志初集》
- 總裁《大清世宗憲皇帝實錄》
- 總裁《大清一統志》
- 乾隆六年武英殿本《御製避暑山莊詩》題序
- 〈張清恪公年譜序〉
- 跋《御製避暑山莊詩并圖》二卷[3]

## 家族
父任文煒。姻婭：劉於義。
子任端書（娶劉於義四女）、任聚書。
門生陶正靖。